# Линник, Михаил Васильевич
Михаил Васильевич Линник (1910 — 29 апреля 1944) — командир огневого взвода 276-го гвардейского стрелкового полка 92-й гвардейской стрелковой дивизии 37-й армии Степного фронта, гвардии старшина.

## Биография
Родился в 1910 году в станице Камышеватская ныне Ейского района Краснодарского края. Работал на заводе.
В Красной Армии с 1941 года. В боях Великой Отечественной войны с августа 1942 года.
Отличился осенью 1943 года при форсировании Днепра. 1 октября 1943 года под массированным огнём противника на ветхих плотах переправил свои орудия на правый берег в районе села Переволочная Полтавской области и вместе с пехотой вступил в неравный бой с превосходящими силами немцев. Прямой наводкой взвод под командованием Михаила Линника подавил пять важных огневых точек, подбил 12 танков и самоходное орудие, отразил семь контратак.
Указом Президиума Верховного Совета СССР «О присвоении звания Героя Советского Союза генералам, офицерскому, сержантскому и рядовому составу Красной Армии» от 22 февраля 1944 года за «образцовое выполнение боевых заданий командования при форсировании реки Днепр, развитие боевых успехов на правом берегу реки и проявленные при этом отвагу и геройство» удостоен звания Героя Советского Союза с вручением ордена Ленина и медали «Золотая Звезда».
Погиб 29 апреля 1944 года под городом Бендеры (Молдова).